# Daudebardia
Daudebardia is een geslacht van weekdieren uit de  familie van de Oxychilidae.

## Soorten
- Daudebardia brevipes (Draparnaud, 1805) = Kleine mutsnaaktslak
- Daudebardia fragilis Steklov, 1966  †
- Daudebardia helenae Fűköh, 1985
- Daudebardia heydeni O. Boettger, 1878
- Daudebardia jetschini A. J. Wagner, 1895
- Daudebardia lederi O. Boettger, 1881
- Daudebardia nivea Schileyko, 1988
- Daudebardia ponorica Grossu, 1972
- Daudebardia praecursor Andreae, 1902  †
- Daudebardia praelederi Steklov, 1966  †
- Daudebardia rufa (Draparnaud, 1805) = Grote mutsnaaktslak
- Daudebardia wagneri Rosen, 1911